# Vijay Singh
Vijay Singh, soprannominato Il grande figiano (Lautoka, 22 febbraio 1963), è un golfista figiano, ex numero uno della classifica mondiale.
Ha guidato la classifica dell'Official World Golf Rankings per 32 settimane nel 2004 e nel 2005.
Ha vinto per tre volte uno dei tornei Major del circuito professionistico: il The Masters nel 2000 e il PGA Championship nel 1998 e 2004 e ha vinto la classifica annuale dei giocatori ad aver vinto più premi del PGA Tour nel 2003 e 2004. Nel 2008 ha vinto la FedEx Cup e due dei quattro tornei dei playoff, The Barclays e il Deutsche Bank Championship. Complessivamente in carriera si è imposto in 57 tornei.
Nel 2006 è stato introdotto nella World Golf Hall of Fame.

## Vittorie professionali (66)

### PGA Tour vittorie (34)
| Legenda                                   |
| ----------------------------------------- |
| Tornei Major (3)                          |
| World Golf Championships (1)              |
| Tour C'ships/FedEx Cup playoff events (3) |
| Altri PGA Tour (27)                       |

| No. | Data              | Torneo                                        | Punteggio di vittoria  | Margine | Secondo                                                                        |
| --- | ----------------- | --------------------------------------------- | ---------------------- | ------- | ------------------------------------------------------------------------------ |
| 1   | 13 giugno 1993    | Buick Classic                                 | −4 (72-68-74-66=280)   | Playoff | Mark Wiebe                                                                     |
| 2   | 29 gennaio 1995   | Phoenix Open                                  | −15 (70-67-66-66=269)  | Playoff | Billy Mayfair                                                                  |
| 3   | 21 maggio 1995    | Buick Classic (2)                             | −6 (70-69-67-72=278)   | Playoff | Doug Martin                                                                    |
| 4   | 2 giugno 1997     | Memorial Tournament                           | −14 (70-65-67=202)*    | 2 colpi | Jim Furyk, Greg Norman                                                         |
| 5   | 10 agosto 1997    | Buick Open                                    | −15 (67-73-67-66=273)  | 4 colpi | Tom Byrum, Russ Cochran, Ernie Els, Brad Fabel, Naomichi Ozaki, Curtis Strange |
| 6   | 16 agosto 1998    | PGA Championship                              | −9 (70-66-67-68=271)   | 2 colpi | Steve Stricker                                                                 |
| 7   | 23 agosto 1998    | Sprint International                          | 47 pts (15-12-6-14=47) | 6 punti | Phil Mickelson, Willie Wood                                                    |
| 8   | 14 marzo 1999     | Honda Classic                                 | −11 (71-69-68-69=277)  | 2 colpi | Payne Stewart                                                                  |
| 9   | 9 aprile 2000     | Masters Tournament                            | −10 (72-67-70-69=278)  | 3 colpi | Ernie Els                                                                      |
| 10  | 31 marzo 2002     | Shell Houston Open                            | −22 (67-65-66-68=266)  | 6 colpi | Darren Clarke                                                                  |
| 11  | 3 novembre 2002   | The Tour Championship                         | −12 (65-71-65-67=268)  | 2 colpi | Charles Howell III                                                             |
| 12  | 26 gennaio 2003   | Phoenix Open (2)                              | −23 (67-66-65-63=261)  | 3 colpi | John Huston                                                                    |
| 13  | 18 maggio 2003    | EDS Byron Nelson Championship                 | −15 (65-65-69-66=265)  | 2 colpi | Nick Price                                                                     |
| 14  | 15 settembre 2003 | John Deere Classic                            | −16 (66-68-69-65=268)  | 4 colpi | Jonathan Byrd, J. L. Lewis, Chris Riley                                        |
| 15  | 26 ottobre 2003   | Funai Classic at the Walt Disney World Resort | −23 (64-65-69-67=265)  | 4 colpi | Stewart Cink, Scott Verplank, Tiger Woods                                      |
| 16  | 8 febbraio 2004   | AT&T Pebble Beach National Pro-Am             | −16 (67-68-68-69=272)  | 3 colpi | Jeff Maggert                                                                   |
| 17  | 26 aprile 2004    | Shell Houston Open (2)                        | −11 (74-66-69-68=277)  | 2 colpi | Scott Hoch                                                                     |
| 18  | 3 maggio 2004     | HP Classic of New Orleans                     | −22 (70-65-68-63=266)  | 1 colpo | Phil Mickelson, Joe Ogilvie                                                    |
| 19  | 1 agosto 2004     | Buick Open (2)                                | −23 (63-70-65-67=265)  | 1 colpo | John Daly                                                                      |
| 20  | 15 agosto 2004    | PGA Championship (2)                          | −8 (67-68-69-76=280)   | Playoff | Chris DiMarco, Justin Leonard                                                  |
| 21  | 6 settembre 2004  | Deutsche Bank Championship                    | −16 (68-63-68-69=268)  | 3 colpi | Adam Scott, Tiger Woods                                                        |
| 22  | 12 settembre 2004 | Bell Canadian Open                            | −9 (68-66-72-69=275)   | Playoff | Mike Weir                                                                      |
| 23  | 26 settembre 2004 | 84 Lumber Classic                             | −15 (64-68-72-69=273)  | 1 colpo | Stewart Cink                                                                   |
| 24  | 31 ottobre 2004   | Chrysler Championship                         | −18 (65-69-67-65=266)  | 5 colpi | Tommy Armour III, Jesper Parnevik                                              |
| 25  | 16 gennaio 2005   | Sony Open in Hawaii                           | −11 (69-68-67-65=269)  | 1 colpo | Ernie Els                                                                      |
| 26  | 24 aprile 2005    | Shell Houston Open (3)                        | −13 (64-71-70-70=275)  | Playoff | John Daly                                                                      |
| 27  | 8 maggio 2005     | Wachovia Championship                         | −12 (70-69-71-66=276)  | Playoff | Jim Furyk, Sergio García                                                       |
| 28  | 31 luglio 2005    | Buick Open (3)                                | −24 (65-66-63-70=264)  | 4 colpi | Zach Johnson, Tiger Woods                                                      |
| 29  | 11 giugno 2006    | Barclays Classic (3)                          | −10 (70-64-72-68=274)  | 2 colpi | Adam Scott                                                                     |
| 30  | 7 gennaio 2007    | Mercedes-Benz Championship                    | −14 (69-69-70-70=278)  | 2 colpi | Adam Scott                                                                     |
| 31  | 18 marzo 2007     | Arnold Palmer Invitational                    | −8 (70-68-67-67=272)   | 2 colpi | Rocco Mediate                                                                  |
| 32  | 3 agosto 2008     | WGC-Bridgestone Invitational                  | −10 (67-66-69-68=270)  | 1 colpo | Stuart Appleby, Lee Westwood                                                   |
| 33  | 24 agosto 2008    | The Barclays (4)                              | −8 (70-70-66-70=276)   | Playoff | Sergio García, Kevin Sutherland                                                |
| 34  | 1 settembre 2008  | Deutsche Bank Championship (2)                | −22 (64-66-69-63=262)  | 5 colpi | Mike Weir                                                                      |

*Nota: A causa della pioggia, il Memorial Tournament del 1997 venne ridotto a 54 buche.

## Tornei Major

### Vittorie (3)
| Anno | Campionato           | 54 buche       | Punteggio di vittoria | Margine  | Secondo                       |
| ---- | -------------------- | -------------- | --------------------- | -------- | ----------------------------- |
| 1998 | PGA Championship     | Tied for lead  | −9 (70-66-67-68=271)  | 2 colpi  | Steve Stricker                |
| 2000 | Masters Tournament   | 3 colpi in più | −10 (72-67-70-69=278) | 3 colpi  | Ernie Els                     |
| 2004 | PGA Championship (2) | 1 colpo in più | −8 (67-68-69-76=280)  | Playoff1 | Chris DiMarco, Justin Leonard |

1Ha sconfitto Justin Leonard e Chris DiMarco nei playoff a tre buche: Singh (3-3-4=10), Leonard (4-3-x=x) e DiMarco (4-3-x=x)